# Derek Lam
Derek Lam es un diseñador de moda de San Francisco, California que se graduó en la Escuela de Diseño de dicha ciudad.
Lam comenzó como un ayudante de Michael Kors en los años 1990. En 2005, Lam le arrebató a Perry Ellis Swarovski el premio Award CFDA para nuevos diseñadores y fundó su propia línea de ropa. Además de ropa, Derek Lam también tiene una línea de zapatos y joyería.
Es conocido por sus espléndidas telas apoyadas sobre siluetas limpias, crujientes. Actualmente está trabajando con Tod en el diseño de bolsos y zapatos. 